# Didemnum astrum
Didemnum astrum är en sjöpungsart som beskrevs av Kott 200. Didemnum astrum ingår i släktet Didemnum och familjen Didemnidae. Inga underarter finns listade i Catalogue of Life.